# Bodyguard (série de televisão)
Bodyguard é uma série de televisão de drama inglês, criada e dirigida por Jed Mercurio e produzida pela World Productions para a BBC. Estrelando Richard Madden e Keeley Hawes, a série começou a ser transmitida na BBC One em 26 de agosto de 2018, angariando a maior transmissão de série de drama da BBC desde 2008.
A BBC comissionou a série que, até então, era uma produção independente da World Productions desde 2016. Após a compra da empresa pela ITV Studios Global Entertainment em 2017, decidiram distribuir a série internacionalmente. A Netflix, portanto, decidiu inserir a série nos catálogos do Reino Unido e da Irlanda.

## Elenco

### Principal
- Richard Madden como Sergeant David Budd, um veterano da Guerra do Afeganistão e guarda-costas do Protection Command. Divorciado de Vicky e tem dois filhos, Ella e Charlie.
- Keeley Hawes como The Right Honourable Julia Montague, Secretária de Estado para os Assuntos Internos, membro do Partido Conservador do Reino Unido.

### Recorrente
- Gina McKee como Commander Anne Sampson
- Sophie Rundle como Vicky Budd
- Paul Ready como Rob MacDonald
- Vincent Franklin como Mike Travis
- Stuart Bowman como Stephen Hunter-Dunn
- Nina Toussaint-White como Detective Sergeant Louise Rayburn
- Stephanie Hyam como Chanel Dyson
- Tom Brooke como Andy Apsted
- Matt Stokoe como Luke Alkens
- Pippa Haywood como Lorraine Craddock
- Nicholas Gleaves como The Right Honourable Roger Penhaligon
- Shubham Saraf como Tahir Mahmood
- Claire-Louise Cordwell como Constable Kim Knowles
- Richard Riddell como Constable Tom Fenton
- Ash Tandon como Detective Chief Inspector Deepak Sharma
- Michale Schaeffer como Richard Longcross
- David Westhead como The Right Honourable Josh Vosler
- Anjli Mohindra como Nadia Ali

## Episódios
| Número | Título      | Diretor         | Escritor     | Estreia                | Audiência (milhões) |
| ------ | ----------- | --------------- | ------------ | ---------------------- | ------------------- |
| 1      | "Episode 1" | Thomas Vincent  | Jed Mercurio | 26 de agosto de 2018   | 14.42               |
| 2      | "Episode 2" | Thomas Vincent  | Jed Mercurio | 27 de agosto de 2018   | 15.04               |
| 3      | "Episode 3" | Thomas Vincent  | Jed Mercurio | 2 de setembro de 2018  | 14.16               |
| 4      | "Episode 4" | John Strickland | Jed Mercurio | 9 de setembro de 2018  | 16.18               |
| 5      | "Episode 5" | John Strickland | Jed Mercurio | 16 de setembro de 2018 | 16.85               |
| 6      | "Episode 6" | John Strickland | Jed Mercurio | 23 de novembro de 2018 | 17.06               |